# Stanley Chambers
Stanley Chambers (13 de septiembre de 1910-14 de agosto de 1991) fue un deportista británico que compitió en ciclismo en la modalidad de pista. Fue hermano del también ciclista Ernest Chambers.
Participó en los Juegos Olímpicos de Los Ángeles 1932, obteniendo una medalla de plata en la prueba de tándem.

## Medallero internacional
| Juegos Olímpicos | Juegos Olímpicos             | Juegos Olímpicos | Juegos Olímpicos |
| Año              | Lugar                        | Medalla          | Competición      |
| ---------------- | ---------------------------- | ---------------- | ---------------- |
| 1932             | Los Ángeles (Estados Unidos) | Medalla de plata | Tándem           |